# تاغي تاغييف
تاغي عزيز أغا أوغلو تاغييف (بالأذرية: Tağı Tağıyev) - رسام أذربيجاني والسوفيتي، فنان التكريم في جمهورية أذربيجان الاشتراكية السوفيتية، رسام الشعب في جمهورية أذربيجان، حاصل على وسام شارة الشرف (1959).

## حياته ومشواره المهنية
ولد تاغي تاغييف في 1917 بمدينة باكو. حبه للفن من سن مبكرة يؤدي تاغييف إلى مدرسة باكو للفنون. تجرج من المدرسة في 1935.
بعد تخريجه بدأ مشواره المهنية.
بمرور الوقت، أصبح تاغييف معروفًا بصفته رسام ماهر بورتريه في الفنون الجميلة الأذربيجانية.
تلعب الطبيعة دورًا مهمًا في إبداعها.
المواضيع التاريخية، وصف الشخصيات التاريخية، وصف الطبيعة تحتلّ مكانا هاما في إبداع تاغييف.
أحسن أعماله رسام هي «ذكريات الطفولة»، «سلسلة أبشرون»، «جميل العالم»، «البنت السمراء» وعدة من الأعمال عرضت في براغ، داكار، بغداد.
يحفظ أعماله تاغي تاغييف في متحف شعوب الشرق للفنون في موسكو وفي المتحف الوطني للفنون في أذربيجان، ومعرض الفنون أذربيجان الحكومية.
في 29 مارس لعام 2013 تم التعريض أعمال الفنان في المتحف الوطني للفنون في أذربيجان في باكو.
حصل على لقب فنان التكريم في، رسام الشعب في جمهورية أذربيجان في 1982، وحاصل على وسام شارة الشرف في 1959.
توفي تاغي تاغييف في 27 يونيو لعام1993 في 75 من عمره، بباكو.

## جوائزه
وسام شارة الشرف

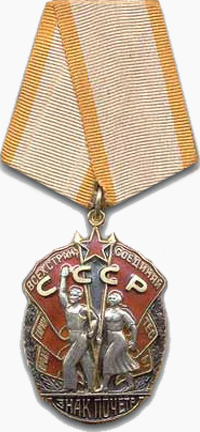

- فنان تكريم في جمهورية أذربيجان الاشتراكية السوفيتية
- رسام الشعب في جمهورية أذربيجان الاشتراكية السوفيتية في 1982